# Sainte-Colombe-de-la-Commanderie
Ne doit pas être confondu avec Sainte-Colombe-la-Commanderie.
Pour les articles homonymes, voir Sainte-Colombe.
Sainte-Colombe-de-la-Commanderie  est une commune française, située dans l'est du département des Pyrénées-Orientales en région Occitanie. Ses habitants sont appelés les Sainte-Colombans. Sur le plan historique et culturel, la commune est dans la région des Aspres, un minusule territoire roussillonnais compris entre les sillons de la Têt au nord et du Tech au sud qui tire son nom de la nature caillouteuse de ses sols.
Exposée à un climat méditerranéen, elle est drainée par l'Adou. La commune possède un patrimoine naturel remarquable composé de deux zones naturelles d'intérêt écologique, faunistique et floristique.
Sainte-Colombe-de-la-Commanderie est une commune rurale qui compte 172 habitants en 2022, après avoir connu une forte hausse de la population depuis 1968. Elle est dans l'agglomération de Thuir et fait partie de l'aire d'attraction de Perpignan. Ses habitants sont appelés les Sainte-Colombans ou  Sainte-Colombanes.

## Géographie

### Localisation
La commune de Sainte-Colombe-de-la-Commanderie se trouve dans le département des Pyrénées-Orientales, en région Occitanie.
Elle se situe à 15 km à vol d'oiseau de Perpignan, préfecture du département, à 14 km de Céret, sous-préfecture, et à 2 km de Thuir, bureau centralisateur du canton des Aspres dont dépend la commune depuis 2015 pour les élections départementales.
La commune fait en outre partie du bassin de vie de Thuir.
Les communes les plus proches sont : 
Llupia (1,9 km), Terrats (2,0 km), Thuir (2,0 km), Castelnou (3,7 km), Fourques (4,5 km), Montauriol (4,7 km), Trouillas (5,0 km), Camélas (5,4 km).
Sur le plan historique et culturel, Sainte-Colombe-de-la-Commanderie fait partie de la région des Aspres. Compris entre les sillons de la Têt au nord et du Tech au sud, ce minuscule territoire roussillonnais tire son nom de la nature caillouteuse de ses sols.
|           | Thuir                            |                   |
| Castelnou | Sainte-Colombe-de-la-Commanderie | Llupia (sur 25 m) |
|           | Terrats                          |                   |

### Géologie et relief
La commune est classée en zone de sismicité 3, correspondant à une sismicité modérée.

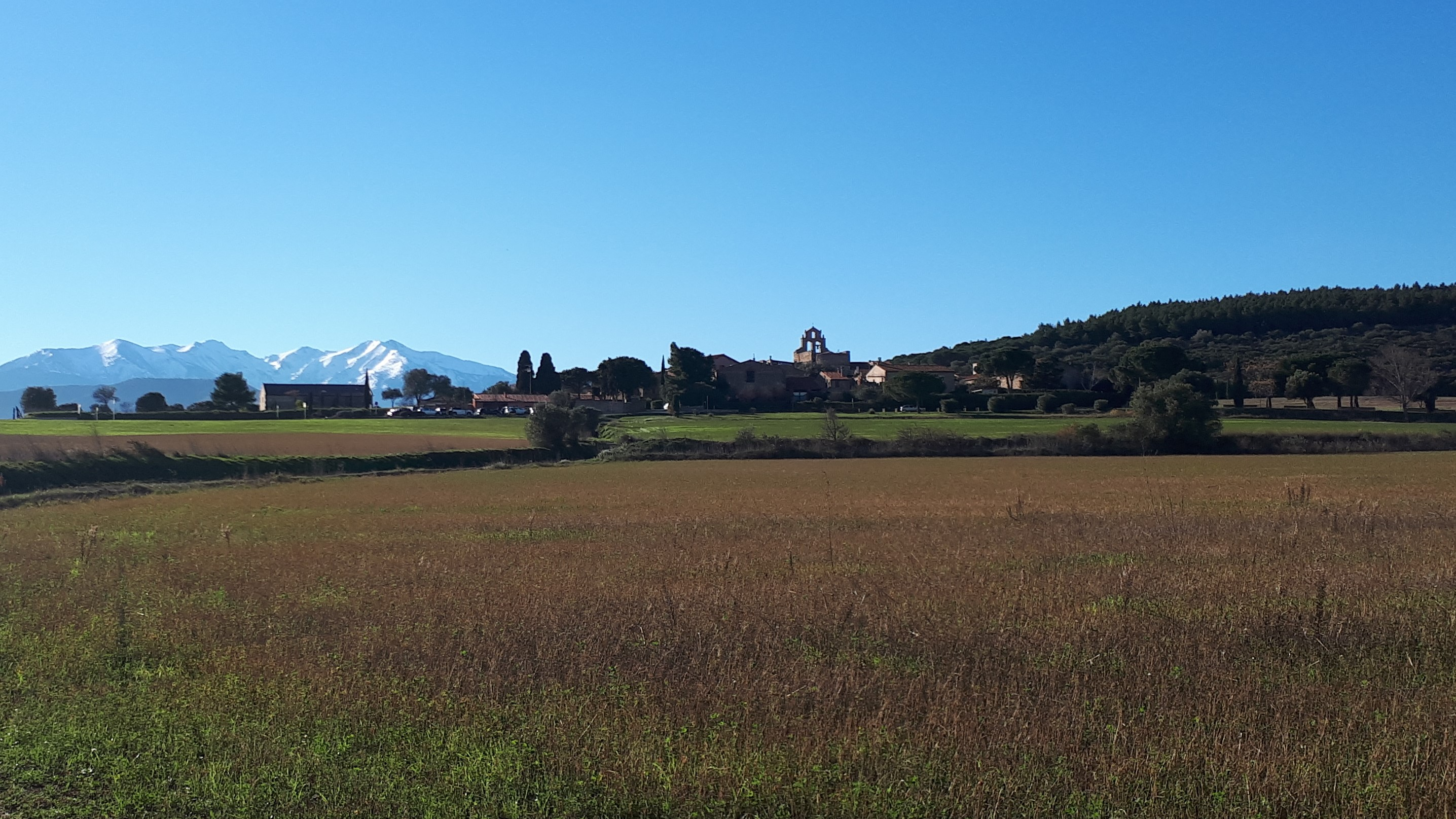
Le village de Sainte-Colombe-de-la-Commanderie. Au premier plan : le piémont des Aspres, qui repose sur des dépôts continentaux du Pliocène. La colline de droite repose sur un affleurement de marbre dévonien. En arrière-plan : le massif du Canigou.

### Climat
Pour des articles plus généraux, voir Climat de l'Occitanie et Climat des Pyrénées-Orientales.
En 2010, le climat de la commune est de type climat méditerranéen franc, selon une étude du CNRS s'appuyant sur une série de données couvrant la période 1971-2000. En 2020, Météo-France publie une typologie des climats de la France métropolitaine dans laquelle la commune est exposée à un climat méditerranéen et est dans une zone de transition entre les régions climatiques « Pyrénées orientales » et « Provence, Languedoc-Roussillon ».
Pour la période 1971-2000, la température annuelle moyenne est de 14,5 °C, avec une amplitude thermique annuelle de 15,4 °C. Le cumul annuel moyen de précipitations est de 675 mm, avec 5,9 jours de précipitations en janvier et 3,4 jours en juillet. Pour la période 1991-2020, la température moyenne annuelle observée sur la station météorologique la plus proche, située sur la commune de Caixas à 6 km à vol d'oiseau, est de 15,5 °C et le cumul annuel moyen de précipitations est de 729,7 mm,. Pour l'avenir, les paramètres climatiques de la commune estimés pour 2050 selon différents scénarios d’émission de gaz à effet de serre sont consultables sur un site dédié publié par Météo-France en novembre 2022.

### Milieux naturels et biodiversité
L’inventaire des zones naturelles d'intérêt écologique, faunistique et floristique (ZNIEFF) a pour objectif de réaliser une couverture des zones les plus intéressantes sur le plan écologique, essentiellement dans la perspective d’améliorer la connaissance du patrimoine naturel national et de fournir aux différents décideurs un outil d’aide à la prise en compte de l’environnement dans l’aménagement du territoire.
Une ZNIEFF de type 1 est recensée sur la commune :
les « garrigues de Castelnou » (1 559 ha), couvrant 3 communes du département et une ZNIEFF de type 2, : 
le « massif des Aspres » (28 819 ha), couvrant 37 communes du département.

Carte des ZNIEFF de type 1 et 2 à Sainte-Colombe-de-la-Commanderie.
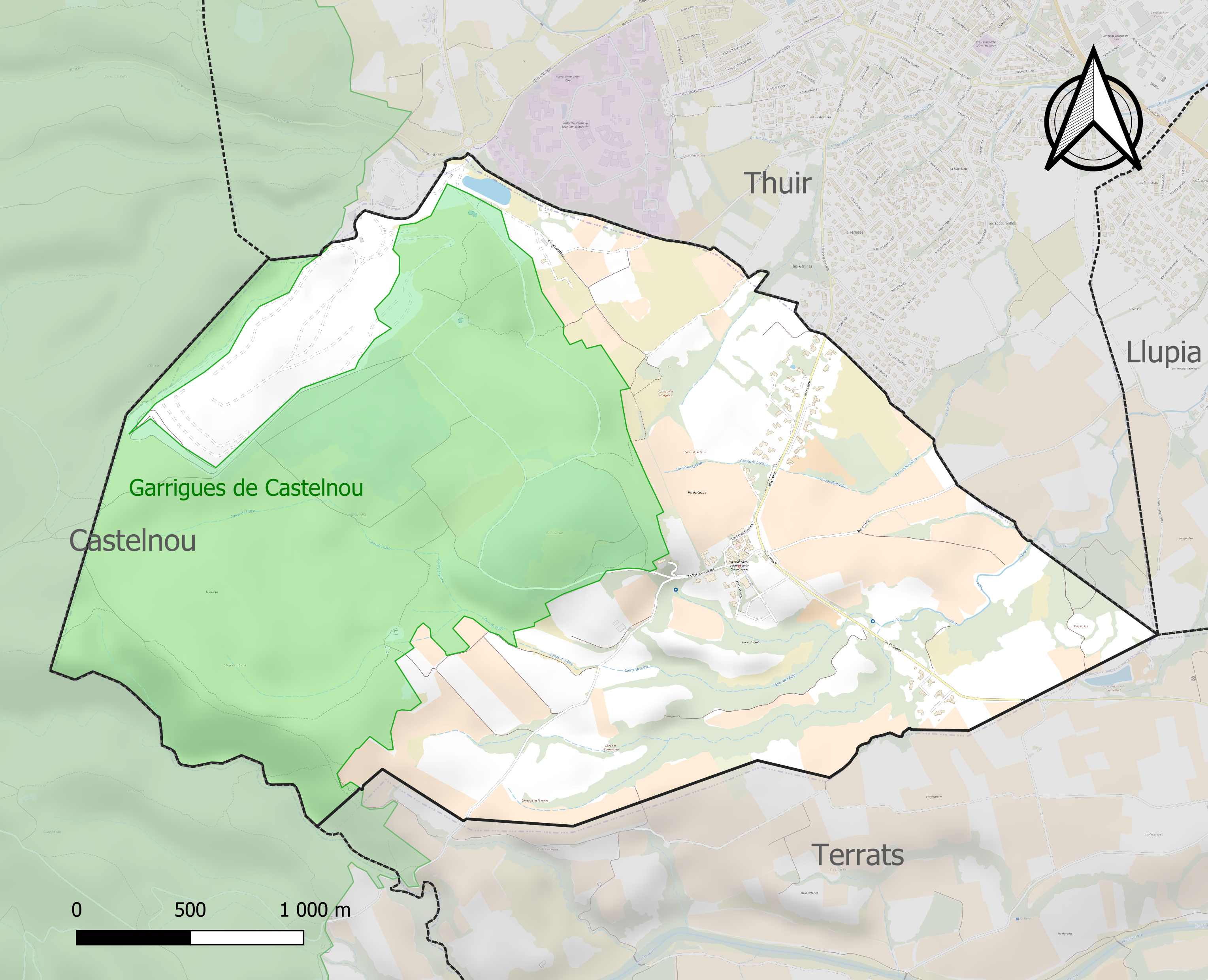
Carte de la ZNIEFF de type 1 sur la commune.
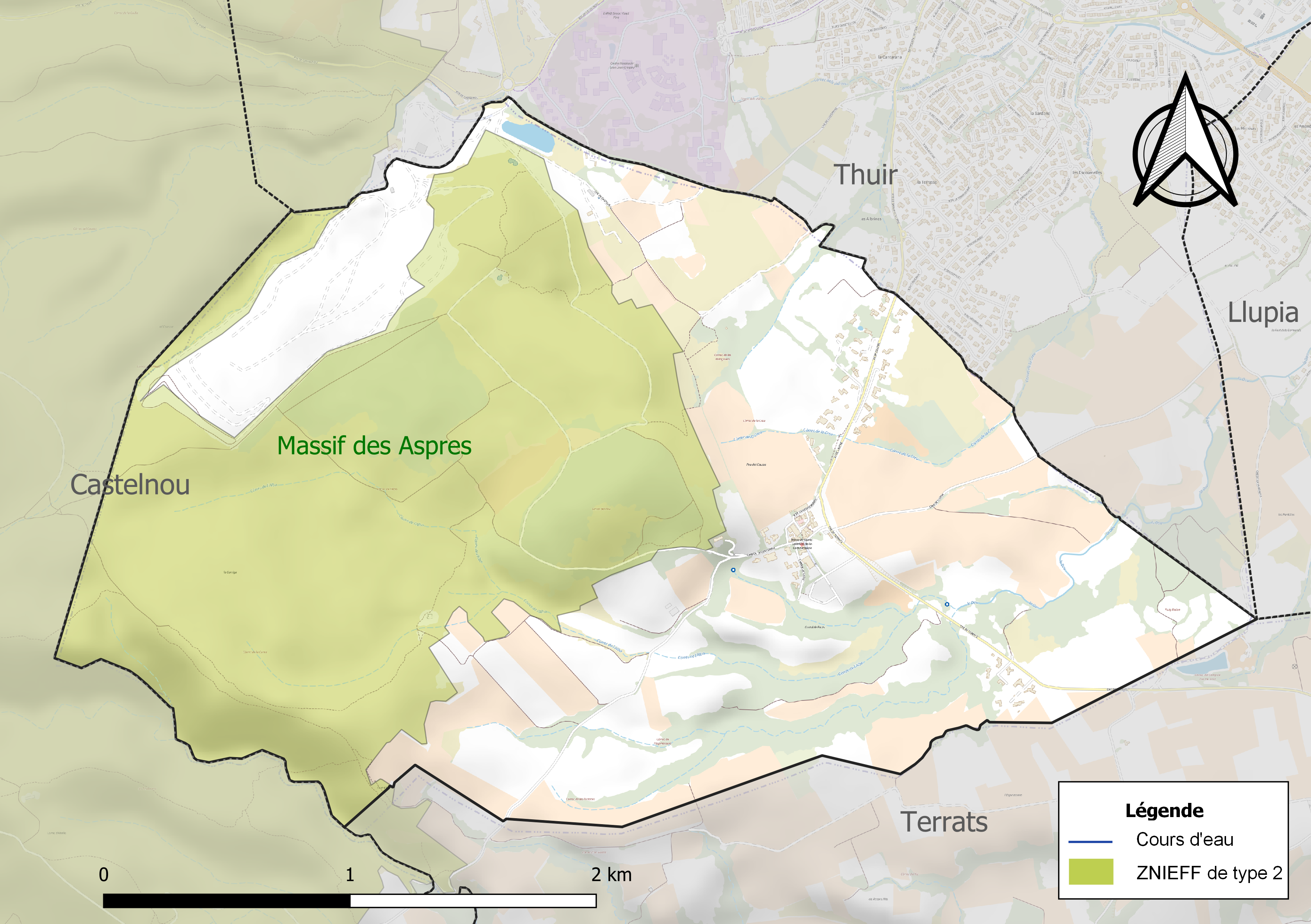
Carte de la ZNIEFF de type 2 sur la commune.

## Urbanisme

### Typologie
Au 1er janvier 2024, Sainte-Colombe-de-la-Commanderie est catégorisée commune rurale à habitat dispersé, selon la nouvelle grille communale de densité à sept niveaux définie par l'Insee en 2022.
Elle appartient à l'unité urbaine de Thuir, une agglomération intra-départementale regroupant trois  communes, dont elle est une commune de la banlieue,,. Par ailleurs la commune fait partie de l'aire d'attraction de Perpignan, dont elle est une commune de la couronne,. Cette aire, qui regroupe 118 communes, est catégorisée dans les aires de 200 000 à moins de 700 000 habitants,.

### Occupation des sols
L'occupation des sols de la commune, telle qu'elle ressort de la base de données européenne d’occupation biophysique des sols Corine Land Cover (CLC), est marquée par l'importance des territoires agricoles (48,3 % en 2018), une proportion sensiblement équivalente à celle de 1990 (49 %). La répartition détaillée en 2018 est la suivante : 
milieux à végétation arbustive et/ou herbacée (41,7 %), cultures permanentes (29 %), zones agricoles hétérogènes (19,3 %), mines, décharges et chantiers (8,3 %), zones urbanisées (1,6 %), zones industrielles ou commerciales et réseaux de communication (0,2 %). L'évolution de l’occupation des sols de la commune et de ses infrastructures peut être observée sur les différentes représentations cartographiques du territoire : la carte de Cassini (XVIIIe siècle), la carte d'état-major (1820-1866) et les cartes ou photos aériennes de l'IGN pour la période actuelle (1950 à aujourd'hui).

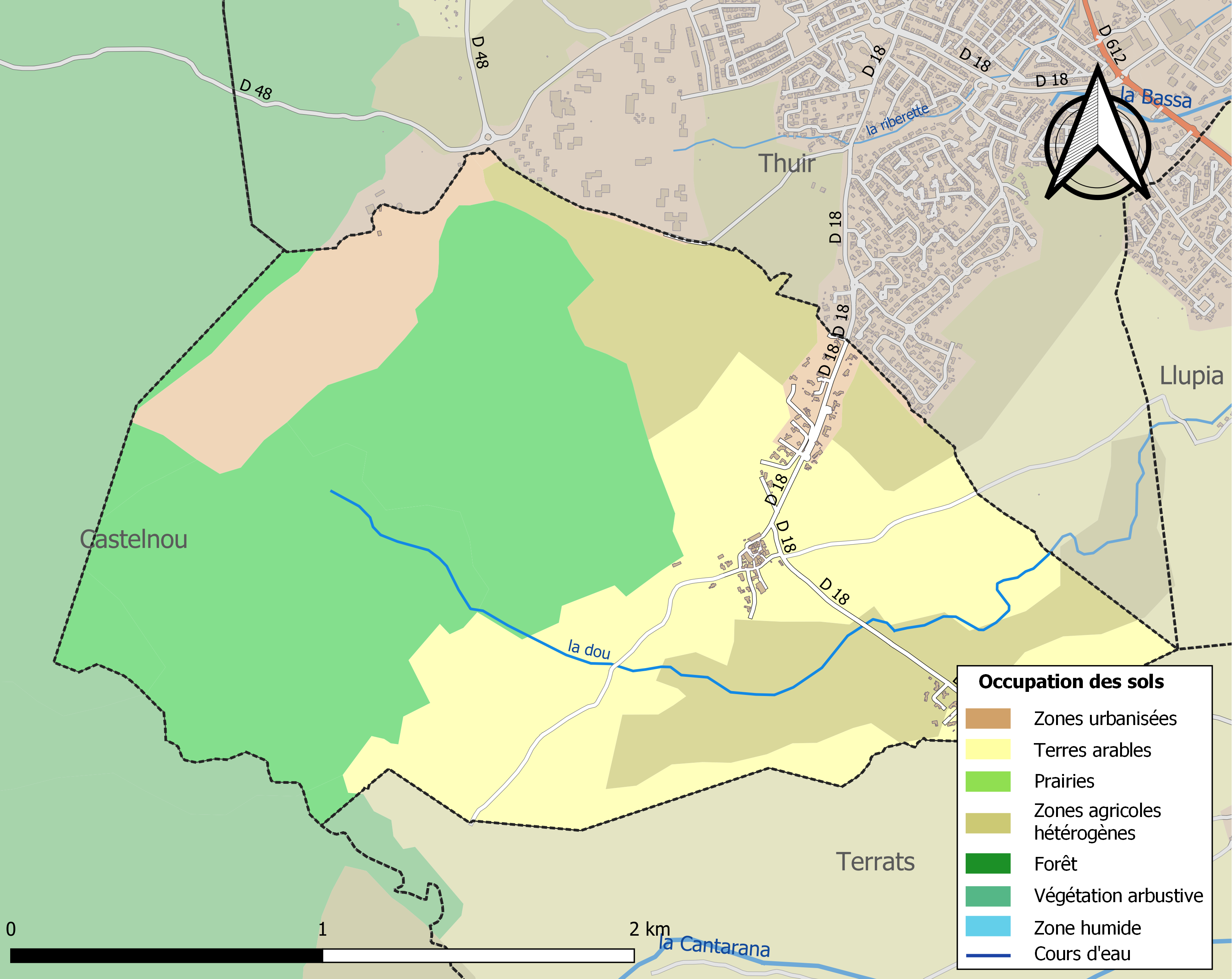
Carte des infrastructures et de l'occupation des sols de la commune en 2018 (CLC).

### Voies de communication et transports
La ligne 570 du réseau régional liO relie la commune à la gare de Perpignan depuis Fourques.

### Risques majeurs
Le territoire de la commune de Sainte-Colombe-de-la-Commanderie est vulnérable à différents aléas naturels : inondations, climatiques (grand froid ou canicule), feux de forêts, mouvements de terrains et séisme (sismicité modérée),.
Certaines parties du territoire communal sont susceptibles d’être affectées par le risque d’inondation par crue torrentielle de cours d'eau du bassin de la Têt.
Les mouvements de terrains susceptibles de se produire sur la commune sont soit des mouvements liés au retrait-gonflement des argiles, soit des glissements de terrains, soit des effondrements liés à des cavités souterraines. Une cartographie nationale de l'aléa retrait-gonflement des argiles permet de connaître les sols argileux ou marneux susceptibles vis-à-vis de ce phénomène. L'inventaire national des cavités souterraines permet par ailleurs de localiser celles situées sur la commune.

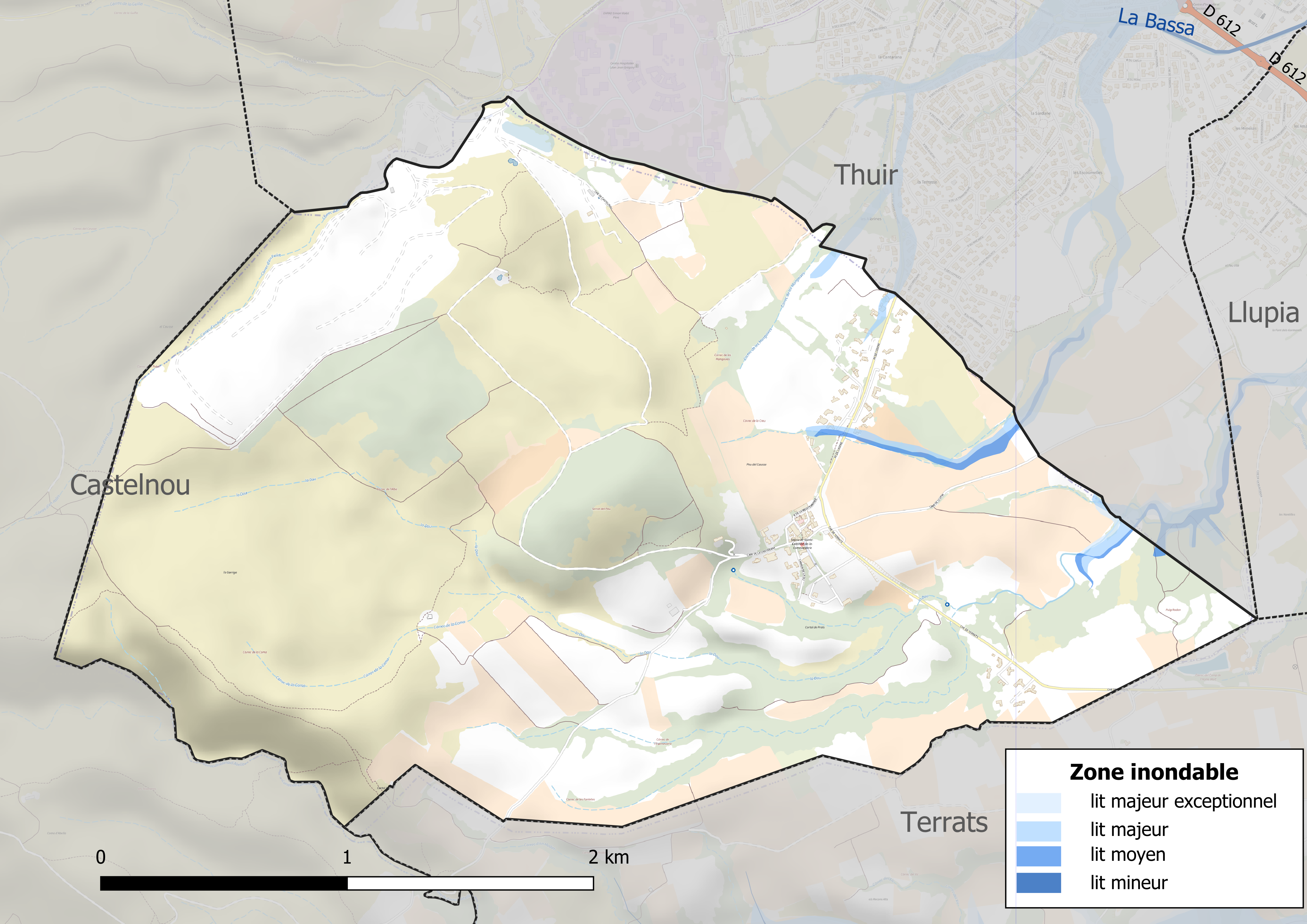
Carte des zones inondables.
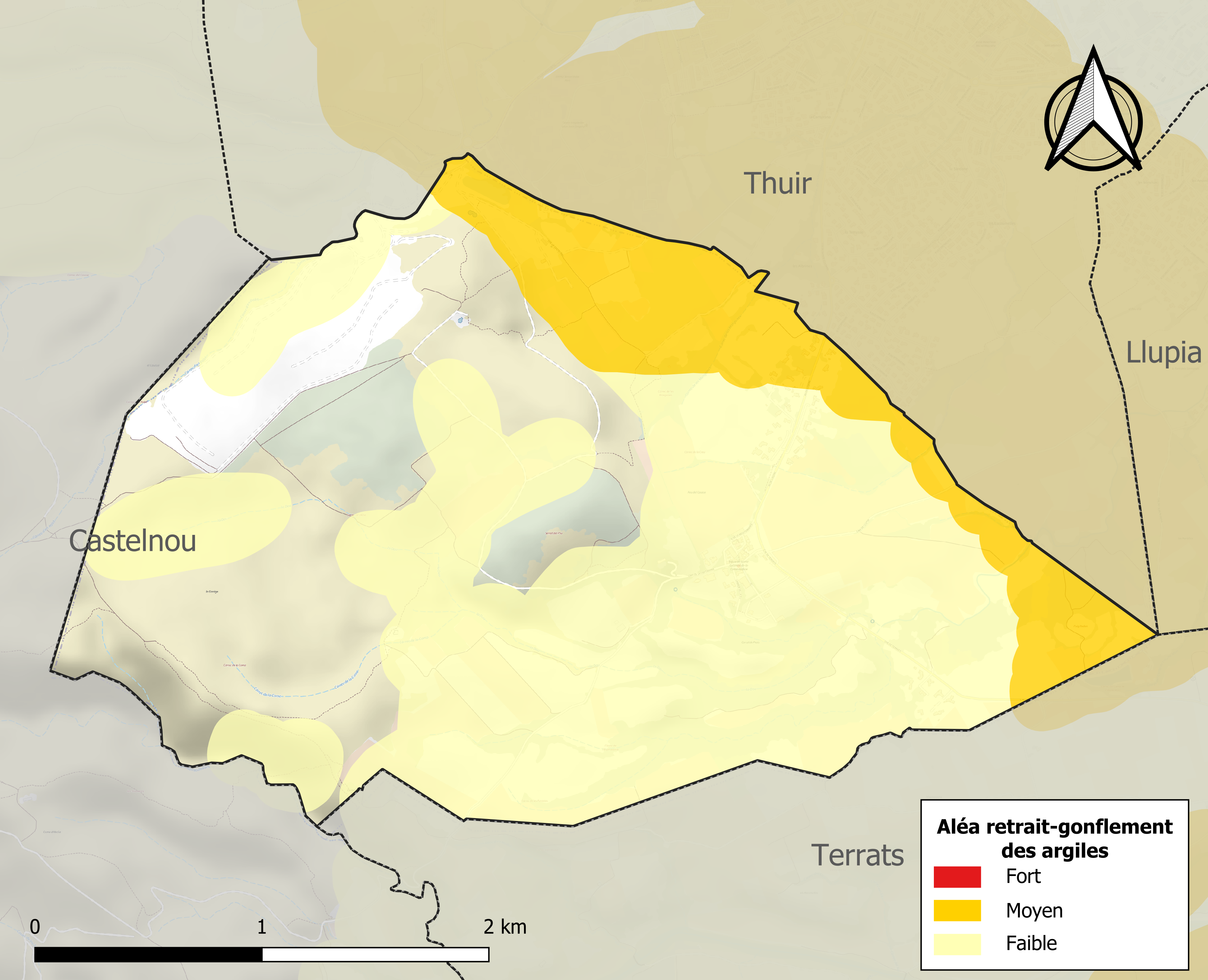
Carte des zones d'aléa retrait-gonflement des argiles.

## Toponymie
En catalan, le nom de la commune est Santa Coloma de Tuïr ou Santa Coloma de la Comanda.

## Histoire
Le nom de Santa Coloma apparaît en 974, lorsque le pape Benoît VI mentionne, dans son privilège en faveur du monastère de Sant Pere de Rodes, le nom de l'église de Santa Coloma y la villa conjuncta parmi les possessions de ce monastère, possession confirmée par les privilèges du roi Lothaire et du pape Jean XV.
Au début du XIe siècle, le vilar de Conjunta passe aux mains de Bernard, vicomte de Cerdagne, qui prétendait l’avoir en franc-alleu en même temps que la paroisse et l’église Sainte-Colombe. En 1018, cette possession fait l’objet d’un procès qui eut lieu dans l’église Saint-Thomas de Llupia, sous la présidence de Bernard Taillefer, comte de Besalú, et de son frère Guifré II, comte de Cerdagne. Il se conclut par une victoire du vicomte Sunifred, fils du vicomte Bernat, et par une défaite des alleutiers et des nobles des alentours qui avaient usurpé les dîmes, les prémices et les oblations.
En 1049, la Villa Conjuncta est citée comme limite de Montoriol d’Amunt et de Terrats. Au XIIe siècle, le village réintègre le domaine royal car le roi Alphonse II donne en 1180 divers droits sur le lieu de Conjuncta au prieuré Saint-Pierre de Castelnou.
À la fin du XIIIe siècle, Sainte-Colombe était inféodée à la famille de Palauda (originaire de Palalda, dans le Vallespir, mais établie dans les environs de Thuir et à Terrats). Jacques II de Majorque concède les justices civiles et criminelles à Bernat de Palauda, fils de Raymond. Ce dernier adresse une requête à Pierre le Cérémonieux en 1345 pour délimiter le territoire du château de Sainte-Colombe et du château de Castelnou.

### Les Templiers et les Hospitaliers
Ce fut probablement de cette famille de Palauda que les Templiers obtinrent peu après la seigneurie de Sainte-Colombe qui devint une dépendance de l’ancienne commanderie du Mas Deu, elle est alors désignée sous le nom de Santa Coloma de la Comanda et plus tard Santa Coloma des Hospitaliers.
En 1312, les biens des Templiers confisqués en 1307 furent remis aux Hospitaliers. Les Hospitaliers de l'ordre de Saint-Jean de Jérusalem conservèrent la seigneurie jusqu’à la fin de l’Ancien Régime.

## Politique et administration

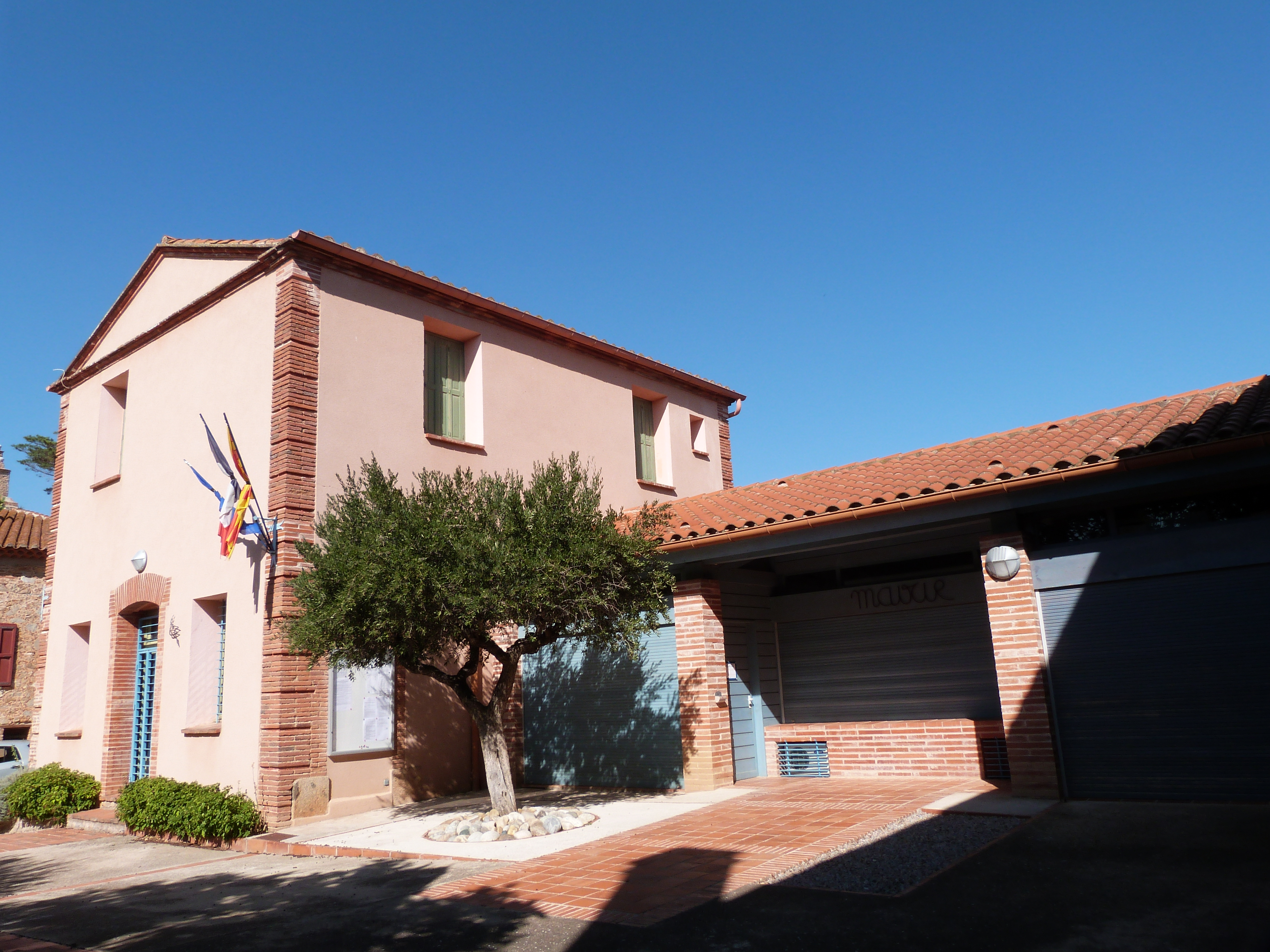
La mairie

À compter des élections départementales de 2015, la commune est incluse dans le nouveau canton des Aspres. Elle fait partie de l'unité urbaine de Thuir.

### Liste des maires
| Période   | Période  | Identité        | Étiquette | Qualité |
| --------- | -------- | --------------- | --------- | ------- |
|           |          |                 |           |         |
| mars 2001 | 2020     | Alphonse Puig,  |           |         |
| 2020      | En cours | Jérôme de Maury |           |         |

## Population et société

### Démographie ancienne
La population est exprimée en nombre de feux (f) ou d'habitants (H).
| 1365 | 1378 | 1424 | 1470 | 1515 | 1553 | 1709 | 1720 | 1730 |
| ---- | ---- | ---- | ---- | ---- | ---- | ---- | ---- | ---- |
| 10 f | 7 f  | 7 f  | 6 f  | 3 f  | 4 f  | 33 f | 8 f  | 11 f |

| 1767 | 1789 | - | - | - | - | - | - | - |
| ---- | ---- | - | - | - | - | - | - | - |
| 51 H | 9 f  | - | - | - | - | - | - | - |

Note :
- 1643 : comptée avec Terrats.

### Démographie contemporaine
L'évolution du nombre d'habitants est connue à travers les recensements de la population effectués dans la commune depuis 1793. Pour les communes de moins de 10 000 habitants, une enquête de recensement portant sur toute la population est réalisée tous les cinq ans, les populations de référence des années intermédiaires étant quant à elles estimées par interpolation ou extrapolation. Pour la commune, le premier recensement exhaustif entrant dans le cadre du nouveau dispositif a été réalisé en 2008.

En 2022, la commune comptait 172 habitants, en évolution de +13,91 % par rapport à 2016 (Pyrénées-Orientales : +3,92 %, France hors Mayotte : +2,11 %).
| 1793 | 1800 | 1806 | 1821 | 1831 | 1836 | 1841 | 1846 | 1851 |
| ---- | ---- | ---- | ---- | ---- | ---- | ---- | ---- | ---- |
| 54   | 56   | 81   | 79   | 80   | 71   | 70   | 82   | 76   |

| 1856 | 1861 | 1866 | 1872 | 1876 | 1881 | 1886 | 1891 | 1896 |
| ---- | ---- | ---- | ---- | ---- | ---- | ---- | ---- | ---- |
| 50   | 76   | 72   | 66   | 62   | 68   | 75   | 74   | 65   |

| 1901 | 1906 | 1911 | 1921 | 1926 | 1931 | 1936 | 1946 | 1954 |
| ---- | ---- | ---- | ---- | ---- | ---- | ---- | ---- | ---- |
| 70   | 66   | 55   | 77   | 75   | 60   | 60   | 50   | 58   |

| 1962 | 1968 | 1975 | 1982 | 1990 | 1999 | 2006 | 2008 | 2013 |
| ---- | ---- | ---- | ---- | ---- | ---- | ---- | ---- | ---- |
| 73   | 60   | 71   | 87   | 83   | 101  | 115  | 119  | 146  |

| 2018 | 2022 | - | - | - | - | - | - | - |
| ---- | ---- | - | - | - | - | - | - | - |
| 155  | 172  | - | - | - | - | - | - | - |

| selon la population municipale des années : | 1968 | 1975 | 1982 | 1990 | 1999 | 2006 | 2009 | 2013 |
| Rang de la commune dans le département      | 197  | 167  | 170  | 187  | 171  | 172  | 170  | 163  |
| Nombre de communes du département           | 232  | 217  | 220  | 225  | 226  | 226  | 226  | 226  |

### Manifestations culturelles et festivités
- Fête patronale : 31 décembre[36].

## Économie

### Revenus
En 2018, la commune compte 65 ménages fiscaux, regroupant 162 personnes. La médiane du revenu disponible par unité de consommation est de 27 810 € (19 350 € dans le département).

### Emploi
|                | 2008   | 2013   | 2018   |
| -------------- | ------ | ------ | ------ |
| Commune        | 3,5 %  | 3,9 %  | 9,1 %  |
| Département    | 10,3 % | 12,9 % | 13,3 % |
| France entière | 8,3 %  | 10 %   | 10 %   |

En 2018, la population âgée de 15 à 64 ans s'élève à 99 personnes, parmi lesquelles on compte 76,8 % d'actifs (67,7 % ayant un emploi et 9,1 % de chômeurs) et 23,2 % d'inactifs,. Depuis 2008, le taux de chômage communal (au sens du recensement) des 15-64 ans est inférieur à celui de la France et du département.
La commune fait partie de la couronne de l'aire d'attraction de Perpignan, du fait qu'au moins 15 % des actifs travaillent dans le pôle,. Elle compte 13 emplois en 2018, contre 17 en 2013 et 22 en 2008. Le nombre d'actifs ayant un emploi résidant dans la commune est de 67, soit un indicateur de concentration d'emploi de 19,5 % et un taux d'activité parmi les 15 ans ou plus de 57,1 %.
Sur ces 67 actifs de 15 ans ou plus ayant un emploi, 7 travaillent dans la commune, soit 10 % des habitants. Pour se rendre au travail, 94 % des habitants utilisent un véhicule personnel ou de fonction à quatre roues, 1,5 % les transports en commun et 4,5 % n'ont pas besoin de transport (travail au domicile).

### Activités hors agriculture

#### Secteurs d'activités
14 établissements sont implantés  à Sainte-Colombe-de-la-Commanderie au 31 décembre 2019.
Le secteur des activités spécialisées, scientifiques et techniques et des activités de services administratifs et de soutien est prépondérant sur la commune puisqu'il représente 28,6 % du nombre total d'établissements de la commune (4 sur les 14 entreprises implantées  à Sainte-Colombe-de-la-Commanderie), contre 13 % au niveau départemental.

### Agriculture
|               | 1988 | 2000 | 2010 | 2020 |
| ------------- | ---- | ---- | ---- | ---- |
| Exploitations | 4    | 2    | 5    | 4    |
| SAU (ha)      | 162  | 163  | 125  | 70   |

La commune est dans la « plaine du Roussillon », une petite région agricole occupant la bande côtière et une grande partie centrale du département des Pyrénées-Orientales. En 2020, l'orientation technico-économique de l'agriculture  sur la commune est la culture de fruits ou d'autres cultures permanentes. Quatre exploitations agricoles ayant leur siège dans la commune sont dénombrées lors du recensement agricole de 2020 (quatre en 1988). La superficie agricole utilisée est de 70 ha,,.

## Culture locale et patrimoine

### Monuments et lieux touristiques

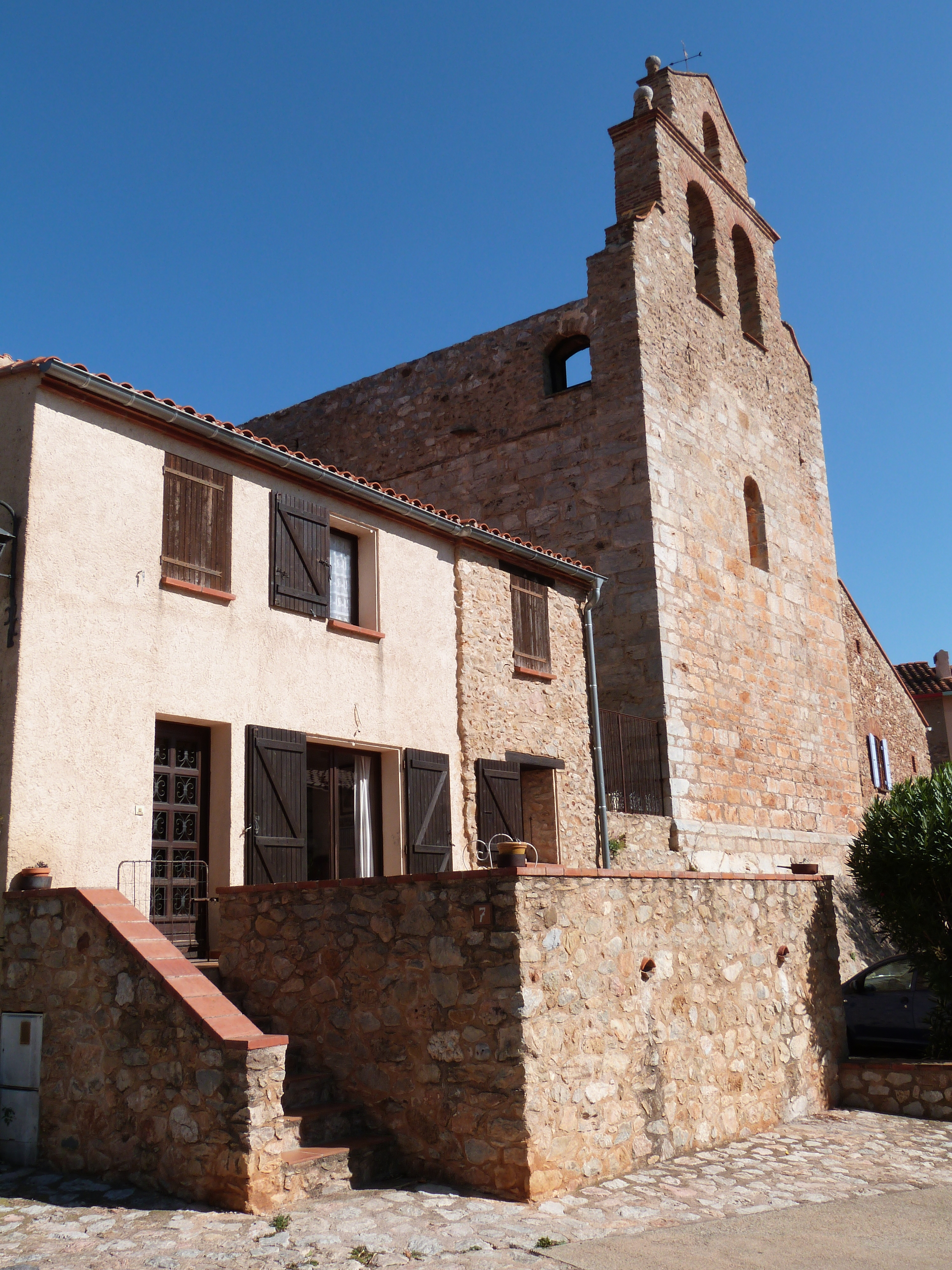
L'église et ses alentours

- Église Sainte-Colombe. L'édifice a été inscrit au titre des monuments historiques en 1972[40].